# جون دبليو. بورتون
جون دبليو. بورتون (بالإنجليزية: John W. Burton)‏ هو مصور سينمائي ومنتج أفلام أمريكي، ولد في 18 أغسطس 1906 في روكفورد في الولايات المتحدة، وتوفي في 1 يونيو 1978 في لوس أنجلوس في الولايات المتحدة.

## وصلات خارجية
- جون دبليو. بورتون على موقع IMDb (الإنجليزية)
- جون دبليو. بورتون على موقع ألو سيني (الفرنسية)
- جون دبليو. بورتون على موقع أول موفي (الإنجليزية)
- جون دبليو. بورتون على موقع قاعدة بيانات الفيلم (الإنجليزية)
- جون دبليو. بورتون على موقع كينوبويسك (الروسية)